# Cryptocellus chiruisla
Espèce
Cryptocellus chiruisla est une espèce de ricinules de la famille des Ricinoididae.

## Distribution
Cette espèce est endémique de la province d'Orellana en Équateur. Elle se rencontre vers Chiruisla.

## Description
Le mâle holotype mesure 4,50 mm et la femelle paratype 4,47 mm.

## Étymologie
Son nom d'espèce lui a été donné en référence au lieu de sa découverte, Chiruisla.

## Publication originale
- Botero-Trujillo & Flórez, 2017 : Two new ricinuleid species from Ecuador and Colombia belonging to the peckorum species-group of Cryptocellus Westwood (Arachnida, Ricinulei). Zootaxa, no 4286(4), p. 483–498.